# 紫萼黄耆
紫萼黄耆（学名：Astragalus porphyrocalyx）是豆科黄芪属的植物，是中国的特有植物。分布于中国大陆的四川、西藏、青海等地，生长于海拔3,800米至4,200米的地区，常生于山坡路旁，目前尚未由人工引种栽培。